# ثقة (علم الاجتماع)

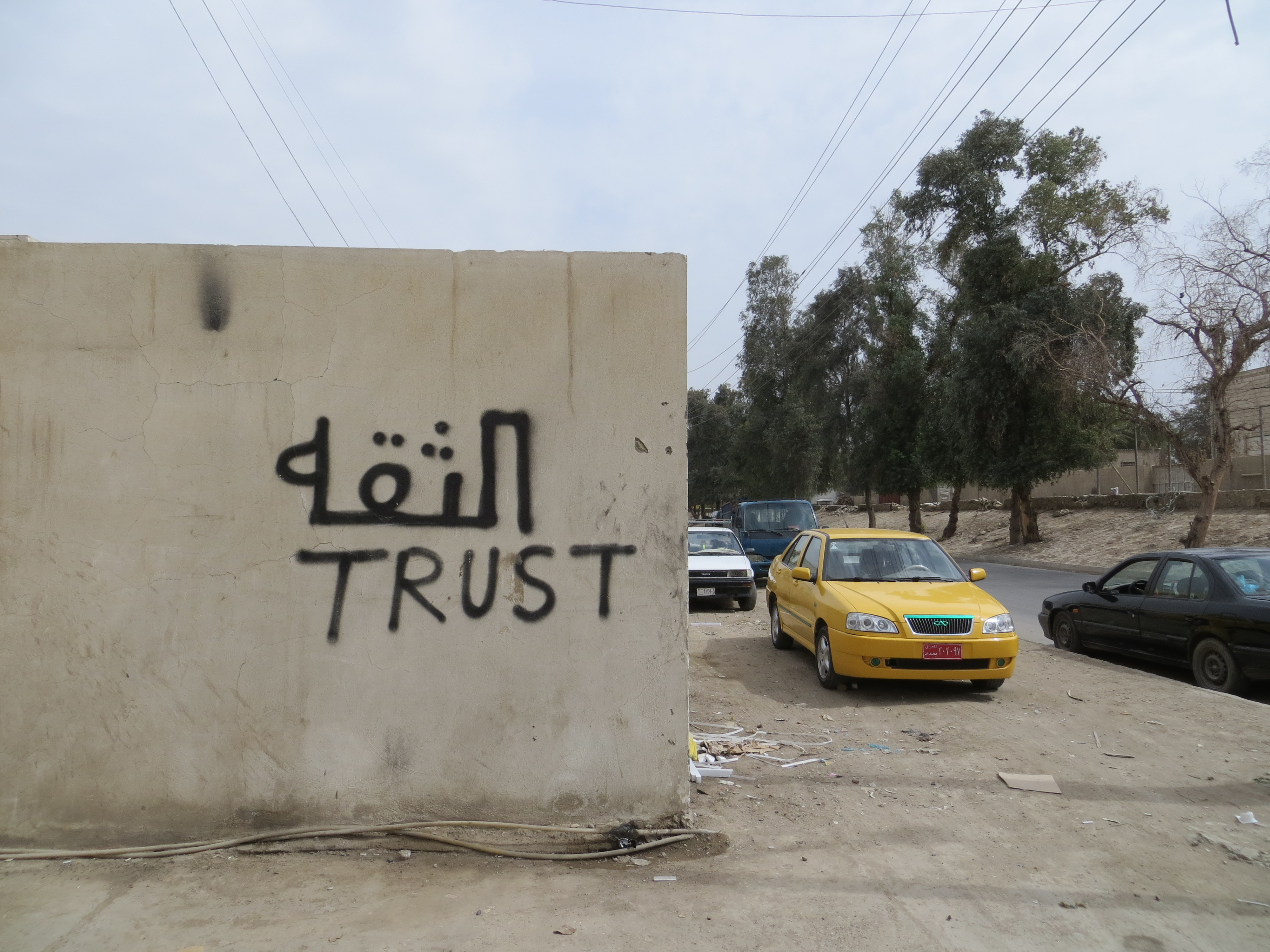
كلمة ثقة مكتوبة بالعربية والإنجليزية على حائط في بغداد.

الثقة أو الائتمان علاقة اعتماد بين اثنان، الشخص المؤتمن عليه من المفترض ان يفى بوعده، هي رمز وقيمة اخلاقية وايفاء بالوعود.
الثقة تتضمن عدم الشك في اعتقاد الشخصية الجيدة، نوايا أو اخلاق الشخص الآخر. والثقة لا تتطلب ان تكون موجودة في الاشخاص ذو النوايا الحسنة فقط فإننا نرى ان الاشخاص المتورطين في الأعمال الإجرامية عادة ما يثقوا في بعضهم البعض. أيضا الثقة لا تتطلب حركة تشترك فيها أنت والشخص الآخر. الثقة هي توقع النوايا الحسنة، مبنية على معرفة المرء بالإنسان الآخر. الثقة هي كلمة عن ما هو المجهول—على سبيل المثال لانها لا يمكن التحقق منها في الوقت الحالي ولكن من الممكن رؤية نتائجها في المستقبل.

## علم الاجتماع
في علوم الاجتماع، تكون مدى الثقة في البحث شيء مهم جدا. في علم الاجتماع أو علم النفس تكون درجة ثقة الشخص في الآخر هي معيار ايمانه وتصديقه لامانة الشخص الآخر. بناء على معظم الابحاث الحديثة، فإن فشل وانهيار أي ثقة من الممكن ان يتم مسامحته بسهولة إذا كان الفشل ناتجا عن ضعف في القدرة وليس قلة في الامانة أو الصدق.
من هذا المنطلق فأن الثقة حالة عقلية، لا يمكن قياسها مباشرة. الاعتماد هو نتيجة مباشرة للثقة يمكن قياسها من خلال التصرف، وبديلا عن ذلك فإن المرء من الممكن ان يقيس الثقة بالإحساس (مع أخذ الحذر في ذلك). الثقة من الممكن ان تعتبر خيار اخلاقى أو على الاقل اخلاقى، مما يسمح للإنسان بالتعامل مع التعقيدات التي تتجاوز التفكير العقلانى. في هذه الحالة، الثقة بين الإنسان والآلة ليس لها معنى، لان الحاسبات ليس عندها حس اخلاقى وتعتمد على الحسابات العقلية. أي ثقة في جهاز تحت هذه الحالة هي ثقة متوسطة من المستخدم في صانع أو مخترع هذه الآلة لانه هو الذي وضع القواعد العقلانية التي تسير عليها الآلة. فرانسيس فوكوياما وتيلر هما الأكاديميان الذان دافعا عن هذا المفهوم للثقة كمعنى وتصرف اخلاقى غير مباشر.
نظرة أخرى في نظرية الاجتماع تأتى من القواعد الأساسية لنظرية الاجتماع لجيمس كوليمان.
كوليمان عرض مصطلح بأربع اجزاء:
1- موضع الثقة يسمح للأفعال التي تكون غير ممكنة (مثلا الثقة تسمح بالقيام ببعض الاشياء بناء على معلومات غير كاملة وغير مؤكدة).
2-الشخص الموثوق فيه هو شخص مستحق للثقة، لذا من الأفضل ان يثق فيه الشخص ولكن إذا كان الشخص غير موثوق فيه فالأفضل عدم الثقة فيه.
3-الثقة هي حركة تتضمن عمل تطوعى بين اثنان فيجب على الأول ان يظهر ثقته لكى يثق فيه بالضرورة الآخر وإلا لبقى الاثنان فاقدين الثقة في بعضهما البعض.
4-توجد فترة زمنية بين تمديد الثقة ونتيجة تصرف الثقة.
قوة تعريف كولمان انه يسمح مناقشة تصرف الثقة. هذه المناقشات كانت مفيدة في تفسير الثقة بين الإنسان والاخر.

## علم النفس
في علم النفس الثقة هي تكاملية للتأثير الاجتماعى فهى التي تسهل التأثير أو الإقناع لشخص بالاتمئان على شخص آخر. ان فكرة الثقة يتم تبنيها في شكل واسع على نطاق الاشخاص، المؤسسات (الوكالات الحكومية) والاشياء مثل الماكينات. على اية حال، مرة أخرى فهم الامانة والإحسان والقدرة هما اشياء ضرورية من اجل الثقة. عندما يتم فقدان الثقة، عن طريق انتهاك واضح لاحد الاشياء الثلاثة، وانه شيء صعب لاعادة اكتساب الثقة مرة أخرى. وهذا يوضح التناظر بين بناء وتدمير الثقة. ولكن لاحظ ان التصرف بشكل موثوق فيه يعتبر تأهيل للوصول إلى مرحلة الثقة.